# Київський обласний інститут післядипломної освіти педагогічних кадрів
Київський обласний інститут післядипломної освіти педагогічних кадрів (КОІПОПК) — регіональний навчальний, науково-методичний, інформаційний та координаційний центр безперервної освіти педагогічних працівників та управлінських кадрів. Його засновано за рішенням Київської обласної ради № 108-07-XXIII від 12 травня 1999 року відповідно до розпорядження Київської обласної державної адміністрації № 276 від 28 травня 1999 року і наказу Головного управління освіти і науки Київської обласної державної адміністрації за № 148 від 7 червня 1999 року.
Система післядипломної педагогічної освіти Київської області є органічною складовою державної освітньої системи і покликана створювати сприятливі умови для професійного розвитку освітян регіону. КОІПОПК є головною структурною одиницею цієї системи; його функціонування здійснюється відповідно до чинного законодавства та нормативних документів України.

## Мета діяльності інституту
Мета діяльності інституту — підвищення фахового рівня педагогічних працівників і управлінських кадрів системи середньої загальної освіти регіону, безперервний розвиток творчого потенціалу кожного педагога, управлінця, його інтелектуального і загальнокультурного рівня, оновлення професійних знань та вдосконалення набутих компетенцій, розгортання науково-дослідницької, експериментальної роботи у закладах освіти області.
Робота інституту спрямована на задоволення інтересів освітян у професійному зростанні, забезпечення потреб регіону у кваліфікованих педагогічних кадрах, мотивацію їх до самоосвіти, створення оптимальних умов для модернізації післядипломної освіти педагогів та управлінців, досягнення ними ціннісних результатів, що мають випереджальний характер, розвиток інформаційного освітнього простору, підвищення результативності наукової діяльності, науково-методичний супровід дослідно-експериментальної та інноваційної діяльності, популяризацію здорового способу життя, соціальний захист дітей-сиріт і дітей, позбавлених батьківського піклування.

## Напрями діяльності
Основними напрямами діяльності Київського обласного інституту післядипломної освіти педагогічних кадрів є такі:
- постійний науково-методичний супровід і прогнозування професійного розвитку педагогічних, управлінських та методичних кадрів регіону;
- формування інформаційно-навчального середовища системи освіти Київської області та входження у світовий простір;
- створення умов для постійного професійного розвитку персоналу закладу освіти;
- продовження наукових розробок з питань післядипломної освіти і змісту освіти:
- модернізації форм і змісту післядипломної педагогічної освіти;
- регіонального змісту освіти та навчально-методичного забезпечення варіативної складової навчального плану загальноосвітніх навчальних закладів;
- підготовки педагогічних кадрів до роботи за новим змістом і програмами, реалізації завдань профільного навчання;
- науково-методичного супроводу та навчально-методичного забезпечення професійної діяльності педагогів, які працюють з дітьми з особливими освітніми потребами;
- здійснення системного моніторингу якості надання інститутом освітніх послуг і професійного самозростання педагогів.[3].